# Velemyš největší
Velemyš největší (Phloeomys cumingi), dříve zvaná také jako krysa největší, je druh hlodavce žijící pouze na filipínském ostrově Luzon. Podle kategorizace IUCN patří mezi málo dotčené druhy (2024).

## Popis
Velemyš největší má robustní tělo, krátké nohy, okrouhlé ušní boltce a dlouhý ocas. Váží 1,4 až 2,1 kg. Je podobná o trochu větší příbuzné velemyši obláčkové – oproti ní má jednobarevnou hnědošedě zbarvenou srst bez světlých ploch.
Žije v korunách stromů, je aktivní v noci. Žije samotářsky, jen občas se sdružuje do malých skupin. Rodí jedno mládě, které je oproti menším myším dobře vyvinuté. Matka jej nosí pevně přisáté na břiše.

## Chov v zoo
Chov v zoo je velkou raritou. První odchov mezi světovými zoo se povedl v roce 2009 v Zoo Lipsko, která tento druh chovala v letech 2008–2016. V roce 2018 byla velemyš největší chována v rámci Evropy jen ve třech českých zoologických zahradách. Jednalo se o:
- Zoo Ostrava (prvoodchov 2016)
- Zoo Plzeň (prvoodchov 2009)
- Zoo Praha (prvoodchov 2012)

Zoo Praha vede evropskou plemennou knihu (ESB).

### Chov v Zoo Praha
Chov tohoto druhu v Zoo Praha započal v roce 2010, kdy přišla první zvířata ze Zoo Plzeň a Zoo Lipsko. První mládě se narodilo v roce 2012. Ke konci roku 2017 byl chován jeden samec.